# 아트센터대로
아트센터대로(Artcenter-daero,-大路)는 인천광역시 연수구 송도동에 있는 도로로, 총 연장은 2.233 km이다. 당 도로명은 아트센터로 향하는 도로로, 부평구 십정동에 위치한 아트센터로와는 다른 도로이다.

## 역사
- 2011년 1월 31일 : 도로명으로 아트센터대로를 고시

## 주요 경유지
- 연수구
  - 송도2동 - 송도4동

## 접촉하는 도로
- 앵고개로 (직결)
- 아암대로
- 신송로
- 센트럴로
- 인천타워대로
- 아카데미로

## 사진

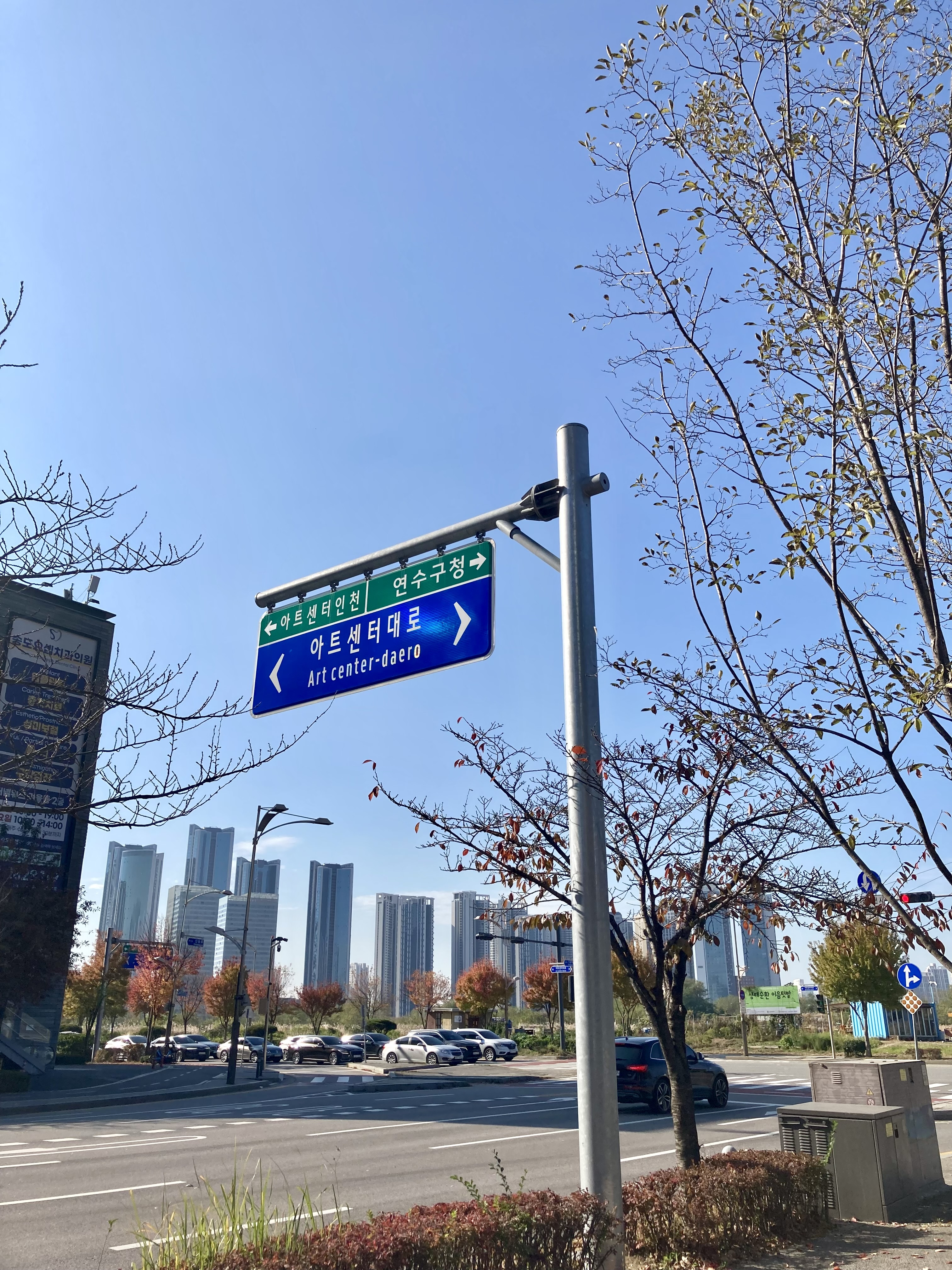
아트센터대로 표지판
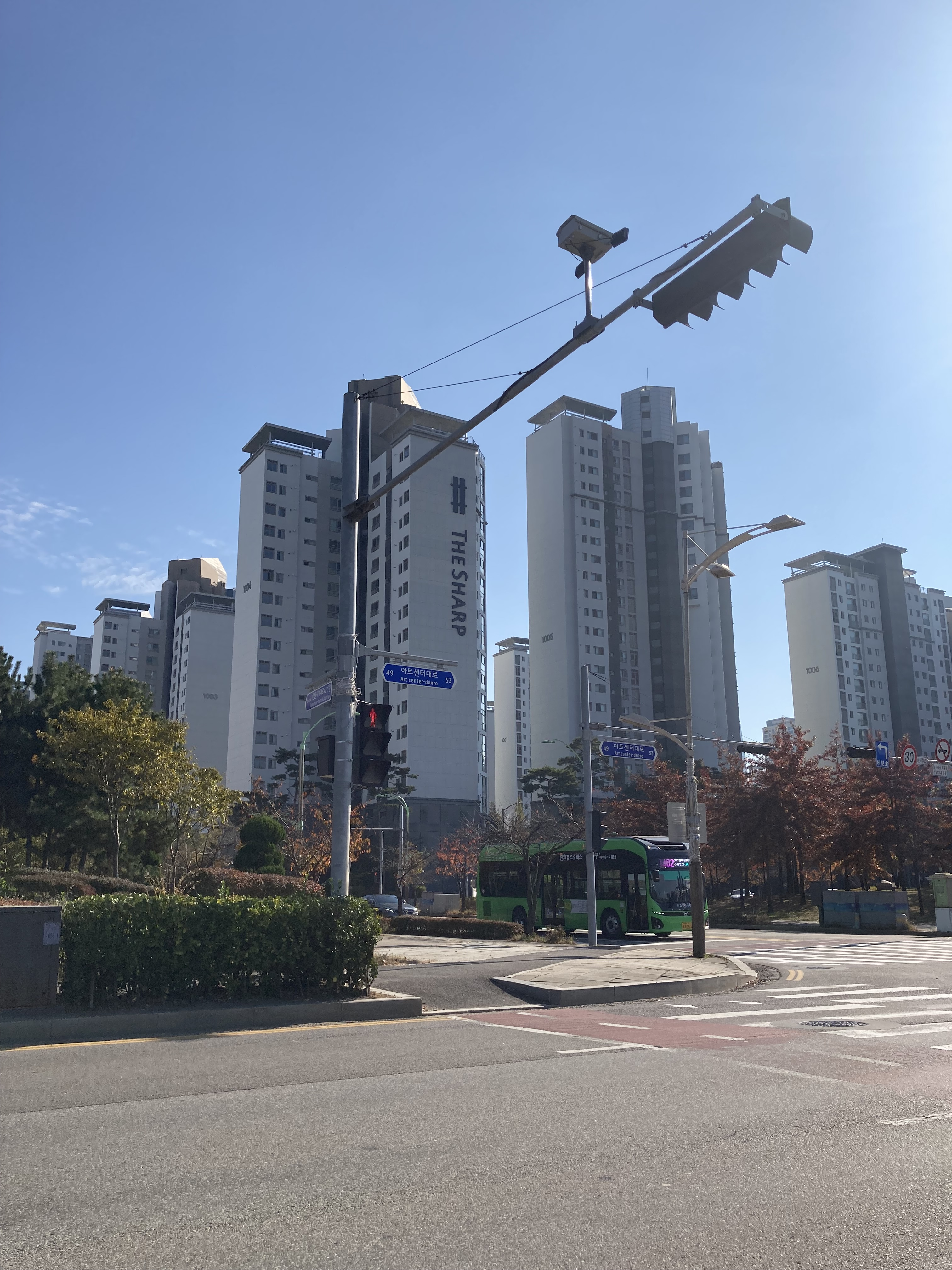
아트센터대로(2024년)

## 주변 건물 및 시설
- 커낼워크 D4 WINTER (아트센터대로 87/송도동 17-1)
- 커낼워크 D3 AUTUMN (아트센터대로 107/송도동 18-1)
- 커낼워크 D2 SUMMER (아트센터대로 131/송도동 19-1)
- 커낼워크 D1 SPRING (아트센터대로 149/송도동 23-1)
- G타워 (아트센터대로 149/송도동 24-4)
- 송도 센트럴파크 푸르지오 시티 (아트센터대로 203/송도동 83)
- 아트센터 인천 콘서트홀 (아트센터대로 222/송도동 80-8)